# Stanislav Kukrál
Stanislav Kukrál (9. listopadu 1935 Kašina Hora – 12. ledna 2003 Písek) byl český a československý politik, bezpartijní poslanec Sněmovny národů Federálního shromáždění za normalizace. Během sametové revoluce na přelomu let 1989-1990 krátce ministr vlády České socialistické republiky a krátce rovněž předseda Federálního shromáždění.

## Biografie
Vystudoval střední průmyslovou školu, poté pracoval jako soustružník a následně jako vedoucí zásobování v Závodech na výrobu vzduchotechnických zařízení v Milevsku. K roku 1976 se profesně uvádí jako vedoucí zásobovacího oddělení.
Ve volbách roku 1976 nastoupil do české části Sněmovny národů (volební obvod č. 21 – Písek, Jihočeský kraj). Mandát získal opět ve volbách roku 1981 (obvod Písek) a ve volbách roku 1986 (obvod Strakonice). Ve Federálním shromáždění setrval do konce funkčního období, tedy do svobodných voleb roku 1990. Netýkal se ho proces kooptací do Federálního shromáždění po sametové revoluci. Během sametové revoluce byl krátce předsedou Federálního shromáždění. Do této funkce byl instalován 12. prosince 1989 jako nestraník, byť s podporou KSČ. Na funkci předsedy parlamentu ovšem po několika týdnech rezignoval na základě dohody mezi politickými stranami a OF.
Poté až do konce červnových voleb 1990 působil jako místopředseda Sněmovny národů Federálního shromáždění. V nových volbách nekandidoval a stáhl se z veřejného života.
Během sametové revoluce v období prosinec 1989 – únor 1990 rovněž krátce působil jako ministr ministr – předseda Výboru lidové kontroly České socialistické republiky ve vládě Františka Pitry.